# Lezlie Dalton
Lezlie Dalton, auch Leslie Dalton, (* 12. August 1944 in Weymouth, Massachusetts) ist eine US-amerikanische ehemalige Fernsehschauspielerin der 1970er-Jahre.

## Leben
Dalton war von 1968 bis 1969 Mitglied der singenden und tanzenden Frauentruppe The Golddiggers, die Auftritte im Stile der Showgirls in Las Vegas vollführte. In der Folge Stein und Staub der Fernsehserie Raumschiff Enterprise war sie 1968 als Drea zu sehen. Von 1974 bis 1976 folgten Gastauftritte in den Fernsehserien Hawkins (1974), Harry-O (1975), Bronk (1975), Die knallharten Fünf (1975–1976), Wonderbug (1976) und Die Zwei mit dem Dreh (1976). Zudem spielte sie in zwei Fernsehfilmen; einmal als May Yohe in Delbert Manns Drama The Legendary Curse of the Hope Diamond von 1975 und ein weiteres Mal als Mae in Bruce Bilsons Westernkomödie The New Daughters of Joshua Cabe aus dem Jahr 1976. 1977 erhielt sie eine regelmäßige Rolle in der Seifenoper Springfield Story, die sie bis 1981 innehatte. Danach trat sie nicht mehr als Fernsehschauspielerin in Erscheinung.

## Filmografie
- 1968: Raumschiff Enterprise (Star Trek, Fernsehserie, Folge 2x22: Stein und Staub)
- 1974: Hawkins (Fernsehserie, eine Folge)
- 1975: Harry-O (Fernsehserie, eine Folge)
- 1975: The Legendary Curse of the Hope Diamond (Fernsehfilm)
- 1975: Bronk (Fernsehserie, eine Folge)
- 1975–1976: Die knallharten Fünf (S.W.A.T., Fernsehserie, 2 Folgen)
- 1976: The New Daughters of Joshua Cabe (Fernsehfilm)
- 1976: Wonderbug (Fernsehserie, eine Folge)
- 1976: Die Zwei mit dem Dreh (Switch, Fernsehserie, eine Folge)
- 1977–1981: Springfield Story (Guiding Light, Fernsehserie)